# Treuenbrietzen
Treuenbrietzen – miasto w Niemczech w kraju związkowym Brandenburgia, w powiecie Potsdam-Mittelmark.

## Dzielnice
- Bardenitz z Pechüle i Klausdorf
- Brachwitz
- Dietersdorf
- Feldheim z Schwabeck
- Frohnsdorf
- Lobbese z Zeuden i Pflügkuff
- Lüdendorf
- Lühsdorf
- Marzahna ze Schmögelsdorf
- Niebel
- Niebelhorst
- Rietz z Rietz-Ausbau, Rietz-Bucht i Neu-Rietz

## Historia
W kwietniu 1945 r. miasto zostało zajęte przez Armię Czerwoną, ale na krótko zostało odbite przez Wehrmacht i Waffen-SS. Po powrocie Rosjanie w końcu kwietnia i na początku maja zamordowali około 1000 cywilnych mieszkańców w pobliskim lesie oraz dopuścili się masowych gwałtów wobec kobiet.

## Współpraca
Miejscowość partnerska:
- Niederschönenfeld, Bawaria (kontakty utrzymuje dzielnica Feldheim)
- Nordwalde, Nadrenia Północna-Westfalia

## Przypisy

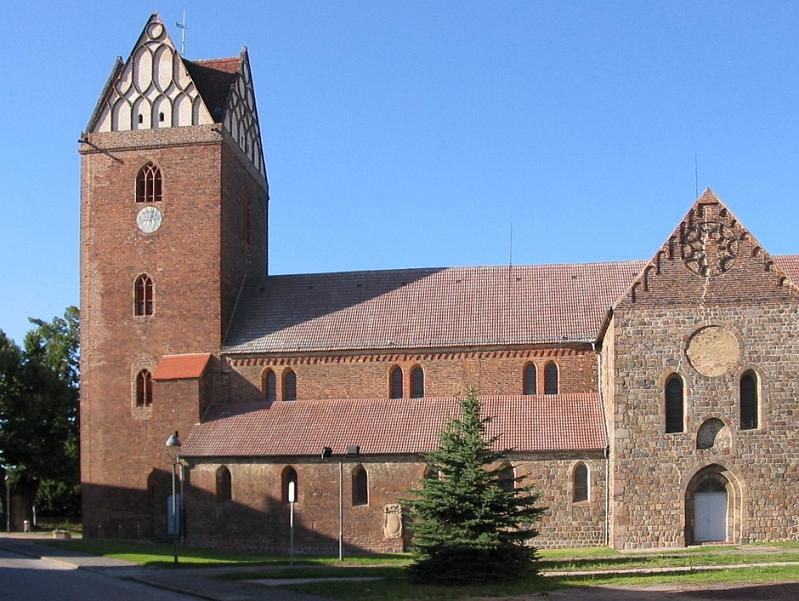
Kościół